# Ahomadégbé
Ahomadégbé ist ein Arrondissement im Département Couffo im westafrikanischen Staat Benin. Es ist eine Verwaltungseinheit, die der Gerichtsbarkeit der Kommune Lalo untersteht.

## Demografie und Verwaltung
Gemäß der Volkszählung 2013 des beninischen Statistikamtes INSAE hatte das Arrondissement 5403 Einwohner, davon waren 2533 männlich und 2870 weiblich.
Von den 67 Dörfern und Quartieren der Kommune Lalo entfallen vier auf Ahomadégbé:
1. Adjaïgbonou
2. Ahomadégbé
3. Alloya
4. Hagnonhoué